# Dionysos (Grecia)
Dionysos (in greco Διόνυσος?) è un comune della Grecia situato nella periferia dell'Attica (unità periferica dell'Attica Orientale) con 32.504 abitanti secondo i dati del censimento 2001.
A seguito della riforma amministrativa detta piano Kallikratis in vigore dal gennaio 2011 che ha abolito le prefetture e accorpato numerosi comuni, la superficie del comune è ora di 111 km² e la popolazione è passata da 4.987 a 32.504 abitanti.